# Liu Zhenli (generale)
Liu Zhenli (Distretto di Luancheng, agosto 1964) è un generale cinese, dell'Esercito Popolare di Liberazione attuale capo di stato maggiore del dipartimento di stato maggiore congiunto della Commissione militare centrale del Partito Comunista Cinese, è stato inoltre comandante delle Forze terrestri dell'Esercito Popolare di Liberazione dal giugno 2021 al dicembre 2022.
è un membro del XIX Comitato centrale del Partito Comunista Cinese ed e un delegato della XII Assemblea nazionale del popolo

## Biografia
Liu è nato nel Distretto di Luancheng nella provincia dell'Hebei nell'agosto 1964. Si è arruolato nell'Esercito Popolare di Liberazione nel settembre 1983 ed è diventato membro del Partito Comunista Cinese nell'aprile 1984. Si è laureato all'Università della Difesa Nazionale dell'Esercito Popolare di Liberazione.
nel 1986 ha partecipato al Conflitto di frontiera sino-vietnamita nella guerra lui e i suoi uomini difesero con successo la loro linea dai ripetuti attacchi dell'Esercito popolare vietnamita per 36 volte.
è stato capo di stato maggiore del 65° gruppo d'armata nel dicembre 2009, comandante dello stesso nel febbraio 2012 e comandante del 38° gruppo d'armata nel marzo 2014.
nel luglio 2015 è stato trasferito nella Polizia armata del popolo venendone nominato capo di stato maggiore.
nel dicembre 2015 è divenuto capo di stato maggiore delle riorganizzate Forze terrestri dell'Esercito Popolare di Liberazione e nel giugno 2021 ne è stato nominato comandante.
nel settembre 2022 è stato nominato capo di stato maggiore  del dipartimento di stato maggiore congiunto della Commissione militare centrale del Partito Comunista Cinese.
nel dicembre 2010 è stato promosso al grado di maggior generale (Shaojiang), nel luglio 2016 a tenente generale (Zhongjiang) e a generale  nel luglio 2021